# Benedikt Jóhannesson
Benedikt Jóhannesson (Reiquiavique, 4 de maio de 1955) é um político islandês do partido Partido da Reforma.